# 亀久保 (ふじみ野市)
亀久保（かめくぼ）は、埼玉県ふじみ野市の町名および大字。現行行政地名は亀久保と亀久保一丁目から亀久保四丁目、および大字亀久保。住居表示実施済み区域。郵便番号は356-0051。

## 地理
ふじみ野市西部にあり、3つの飛び地に分かれている。最西部の飛び地は一部が細長くなり、隣接する川越市域に陥入している。

## 歴史
もと入間郡大井町亀久保。2005年10月1日に大井町と上福岡市の合併に伴い、ふじみ野市亀久保となった。

## 世帯数と人口
2022年（令和4年）8月1日現在の世帯数と人口は以下の通りである。
| 大字・町丁   | 世帯数    | 人口    |
| ------------ | --------- | ------- |
| 大字亀久保   | 2,178世帯 | 4,837人 |
| 亀久保一丁目 | 379世帯   | 842人   |
| 亀久保二丁目 | 468世帯   | 1,123人 |
| 亀久保三丁目 | 374世帯   | 970人   |
| 亀久保四丁目 | 349世帯   | 793人   |
| 計           | 3,748世帯 | 8,565人 |

## 小・中学校の学区
市立小・中学校に通う場合、学区（校区）は以下の通りとなる。
| 大字・町丁 | 番地                                                                | 小学校                   | 中学校                   |
| ---------- | ------------------------------------------------------------------- | ------------------------ | ------------------------ |
| 大字亀久保 | 1130〜1156、1181〜1193、1196－4、1215〜1224、1239〜1247、1248〜1257 | ふじみ野市立西原小学校   | ふじみ野市立大井西学校   |
| 大字亀久保 | 1601〜1879、1890、2176〜2205                                        | ふじみ野市立三角小学校   | ふじみ野市立大井西学校   |
| 大字亀久保 | 643〜679                                                            | ふじみ野市立大井小学校   | ふじみ野市立大井中学校   |
| 一丁目     | 全域                                                                | ふじみ野市立大井小学校   | ふじみ野市立大井中学校   |
| 二丁目     | 1番〜8番、18番～26番                                                | ふじみ野市立亀久保小学校 | ふじみ野市立大井東中学校 |
| 二丁目     | 9番〜17番                                                           | ふじみ野市立鶴ヶ丘小学校 | ふじみ野市立大井東中学校 |
| 三丁目     | 全域                                                                | ふじみ野市立亀久保小学校 | ふじみ野市立大井東中学校 |
| 四丁目     | 1番〜8番、13番〜16番                                                | ふじみ野市立亀久保小学校 | ふじみ野市立大井東中学校 |
| 四丁目     | 9番〜12番                                                           | ふじみ野市立大井小学校   | ふじみ野市立大井中学校   |

## 交通

### 鉄道
地内に鉄道は敷設されていない。

### 道路
- 関越自動車道
- 国道254号
- 埼玉県道56号さいたまふじみ野所沢線
- 埼玉県道163号狭山ふじみ野線

## 地域

### 公園・緑地
- 亀久保中央公園
- 亀久保北公園
- 赤土原公園
- 亀居ゲートボール場
- 亀居第2緑地
- 八丁緑地
- 西八丁緑地

### 施設
- 防衛省情報本部大井通信所
- 文京学院大学ふじみ野キャンパス
- ふじみ野市立三角小学校
- 緑保育園
- 亀久保ひまわり保育園
- ふじみ野どろんこ保育園
- 大井中央公民館学園分館
- 地蔵院 - 地蔵院の枝垂れ桜がある。
- 神明神社